# Llista de topònims de Ribera d'Ondara
Llista de topònims (noms propis de lloc) del municipi de Ribera d'Ondara, a la Segarra
Informació actualitzada per un bot. Els canvis manuals es perdran quan s'actualitzi!

## arbre singular
| imatge | Nom                    | Ubicat a | instància de   | Detalls                                                                                   | coordenades                                                   | Protecció | Commons (més fotos) | Dades a WD                    |
| ------ | ---------------------- | -------- | -------------- | ----------------------------------------------------------------------------------------- | ------------------------------------------------------------- | --------- | ------------------- | ----------------------------- |
|        | Alzinera de Can Gaspar | Llindars | arbre singular | Taxon: alzina (Quercus ilex) Ample: 18.54m Alt: 19.21m Perímetre: 3.3m                    | 41° 36′ 11″ N, 1° 17′ 57″ E / 41.602926°N,1.299224°E 699 msnm |           |                     | Modifica les dades a Wikidata |
|        | roure de Llindars      | Llindars | arbre singular | Taxon: Quercus lusitanica (Quercus lusitanica) Ample: 18.53m Alt: 17.27m Perímetre: 3.25m | 41° 36′ 08″ N, 1° 18′ 09″ E / 41.602235°N,1.302434°E 700 msnm |           |                     | Modifica les dades a Wikidata |

## casa
| imatge | Nom                       | Ubicat a               | instància de | Detalls                                  | coordenades                                                                          | Protecció                                  | Commons (més fotos)                   | Dades a WD                    |
| ------ | ------------------------- | ---------------------- | ------------ | ---------------------------------------- | ------------------------------------------------------------------------------------ | ------------------------------------------ | ------------------------------------- | ----------------------------- |
|        | Cal Colom                 | Llindars               | casa         | Estil: arquitectura popular 16th century | 41° 36′ 12″ N, 1° 18′ 00″ E / 41.6034°N,1.3001°E ca:C. Major, 10 706 msnm            | bé integrant del patrimoni cultural català | Cal Colom (Ribera d'Ondara)           | Modifica les dades a Wikidata |
|        | Cal Vidal                 | Montpalau              | casa         | Estil: arquitectura popular 19th century | 41° 39′ 40″ N, 1° 22′ 03″ E / 41.66098°N,1.36748°E ca:C. de Sant Miquel, 14 655 msnm | bé integrant del patrimoni cultural català | Cal Vidal (Ribera d'Ondara)           | Modifica les dades a Wikidata |
|        | Casa d'Hostes del Castell | Sant Antolí i Vilanova | casa         | Estil: arquitectura popular 16th century | 41° 37′ 32″ N, 1° 20′ 29″ E / 41.62547°N,1.34138°E ca:C. Major, 16 575 msnm          | bé integrant del patrimoni cultural català | Casa d'Hostes del Castell             | Modifica les dades a Wikidata |
|        | Casa dels Francesos       | Rubinat                | casa         | Estil: arquitectura popular 19th century | 41° 36′ 51″ N, 1° 18′ 59″ E / 41.61407°N,1.31626°E 595 msnm                          | bé integrant del patrimoni cultural català | Casa dels Francesos (Ribera d'Ondara) | Modifica les dades a Wikidata |

## castell
| imatge | Nom                    | Ubicat a                | instància de  | Detalls                                                        | coordenades                                                                                                | Protecció                                            | Commons (més fotos)    | Dades a WD                    |
| ------ | ---------------------- | ----------------------- | ------------- | -------------------------------------------------------------- | --- | ---------------------------------------------------- | ---------------------- | ----------------------------- |
|        | Castell de Gramuntell  | Gramuntell              | castell       |                                                                | 41° 37′ 02″ N, 1° 15′ 36″ E / 41.617296°N,1.259908°E 619 msnm                                              | bé d'interès cultural bé cultural d'interès nacional | Castell de Gramuntell  | Modifica les dades a Wikidata |
|        | Castell de Llindars    | Llindars                | castell       | 16th century                                                   | 41° 36′ 12″ N, 1° 18′ 00″ E / 41.603368°N,1.300046°E ca:Carrer Major, 10 707 msnm                          | bé d'interès cultural bé cultural d'interès nacional | Castell de Llindars    | Modifica les dades a Wikidata |
|        | Castell de Montlleó    | Montlleó                | castell       | Estil: arquitectura gòtica                                     | 41° 38′ 38″ N, 1° 21′ 45″ E / 41.644024°N,1.362564°E ca:Sobre el turó del poble 700 msnm                   | bé d'interès cultural bé cultural d'interès nacional | Castell de Montlleó    | Modifica les dades a Wikidata |
|        | Castell de Montpaó     | Sant Pere dels Arquells | castell       | Estil: arquitectura romànica arquitectura popular 11st century | 41° 39′ 00″ N, 1° 18′ 20″ E / 41.650023°N,1.305534°E 586 msnm                                              | bé integrant del patrimoni cultural català           | Castell de Montpaó     | Modifica les dades a Wikidata |
|        | Castell de Rubinat     | Rubinat                 | castell       |                                                                | 41° 37′ 28″ N, 1° 19′ 09″ E / 41.624476°N,1.319305°E ca:punt més alt del nucli de Rubinat 668 msnm         | bé d'interès cultural bé cultural d'interès nacional | Castell de Rubinat     | Modifica les dades a Wikidata |
|        | Castell de Sant Antolí | Sant Antolí i Vilanova  | castell       | Estil: arquitectura gòtica 14th century                        | 41° 37′ 32″ N, 1° 20′ 28″ E / 41.625692°N,1.340988°E ca:Al costat de Cal Jacques al c. Major 574 msnm      | bé d'interès cultural bé cultural d'interès nacional | Castell de Sant Antolí | Modifica les dades a Wikidata |
|        | Castell de Timor       | Sant Pere dels Arquells | castell masia | 17th century                                                   | 41° 38′ 34″ N, 1° 19′ 46″ E / 41.642664°N,1.329399°E ca:Prop de l'església de Sant Jaume de Timor 592 msnm | bé d'interès cultural bé cultural d'interès nacional | Castell de Timor       | Modifica les dades a Wikidata |
|        | castell de Briançó     | Briançó                 | castell       |                                                                | 41° 38′ 12″ N, 1° 20′ 41″ E / 41.636619°N,1.344846°E 567 msnm                                              | bé d'interès cultural bé cultural d'interès nacional | Castell de Briançó     | Modifica les dades a Wikidata |

## cementiri
| imatge | Nom                             | Ubicat a        | instància de | Detalls                                  | coordenades                                                              | Protecció                                  | Commons (més fotos)             | Dades a WD                    |
| ------ | ------------------------------- | --------------- | ------------ | ---------------------------------------- | ------------------------------------------------------------------------ | ------------------------------------------ | ------------------------------- | ----------------------------- |
|        | cementiri de Pomar              | Ribera d'Ondara | cementiri    |                                          | 41° 37′ 41″ N, 1° 21′ 20″ E / 41.6280090123842°N,1.35546575623153°E      |                                            |                                 | Modifica les dades a Wikidata |
|        | el Cementiri Vell de Gramuntell | Gramuntell      | cementiri    | Estil: arquitectura barroca 17th century | 41° 37′ 02″ N, 1° 15′ 39″ E / 41.61709°N,1.26091°E ca:Pl. Major 601 msnm | bé integrant del patrimoni cultural català | El Cementiri Vell de Gramuntell | Modifica les dades a Wikidata |

## creu de terme
| imatge | Nom                                       | Ubicat a                | instància de                          | Detalls                                  | coordenades                                                                      | Protecció                                  | Commons (més fotos)                            | Dades a WD                    |
| ------ | ----------------------------------------- | ----------------------- | ------------------------------------- | ---------------------------------------- | -------------------------------------------------------------------------------- | ------------------------------------------ | ---------------------------------------------- | ----------------------------- |
|        | Creu Monumental de Montpalau              | Montpalau               | creu de terme creu de la Santa Missió | Estil: arquitectura popular 20th century | 41° 39′ 47″ N, 1° 22′ 01″ E / 41.66311°N,1.3669°E 630 msnm                       | bé integrant del patrimoni cultural català | Creu Monumental de Montpalau                   | Modifica les dades a Wikidata |
|        | Creu Monumental de Sant Pere del Arquells | Sant Pere dels Arquells | creu de terme creu de la Santa Missió | Estil: arquitectura popular 19th century | 41° 38′ 37″ N, 1° 19′ 03″ E / 41.64354°N,1.31745°E ca:Pl. de l'Església 518 msnm | bé integrant del patrimoni cultural català | Creu Monumental de Sant Pere del Arquells      | Modifica les dades a Wikidata |
|        | creu de terme dels Hostalets              | els Hostalets           | creu de terme creu de la Santa Missió | Estil: arquitectura popular 17th century | 41° 37′ 56″ N, 1° 20′ 17″ E / 41.63233°N,1.33813°E ca:C. dels Amics 540 msnm     | bé integrant del patrimoni cultural català | Creu de terme dels Hostalets (Ribera d'Ondara) | Modifica les dades a Wikidata |

## curs d'aigua
| imatge | Nom                | Ubicat a                                       | instància de | Detalls                               | coordenades | Protecció | Commons (més fotos) | Dades a WD                    |
| ------ | ------------------ | ---------------------------------------------- | ------------ | ------------------------------------- | --- | --------- | ------------------- | ----------------------------- |
|        | Ondara             | Urgell Segarra                                 | curs d'aigua | Desemboca: canal d'Urgell Llarg: 47km | 41° 34′ 01″ N, 1° 23′ 09″ E / 41.56681388888889°N,1.3858288888888888°E 41° 40′ 08″ N, 1° 03′ 52″ E / 41.66878805555555°N,1.0644569444444445°E |           | Ondara River        | Modifica les dades a Wikidata |
|        | riera de Freixenet | Segarra Sant Guim de Freixenet Ribera d'Ondara | curs d'aigua |                                       | 41° 39′ 52″ N, 1° 22′ 32″ E / 41.664442°N,1.375676°E                                                                                          |           |                     | Modifica les dades a Wikidata |

## edifici
| imatge | Nom                  | Ubicat a                | instància de | Detalls                                                | coordenades                                                                               | Protecció                                  | Commons (més fotos)                 | Dades a WD                    |
| ------ | -------------------- | ----------------------- | ------------ | ------------------------------------------------------ | ----------------------------------------------------------------------------------------- | ------------------------------------------ | ----------------------------------- | ----------------------------- |
|        | Arcades de Pomar     | Pomar                   | edifici      | Estil: arquitectura popular 19th century               | 41° 37′ 37″ N, 1° 20′ 58″ E / 41.62688°N,1.34948°E ca:C. Església 598 msnm                | bé integrant del patrimoni cultural català | Arcades de Pomar                    | Modifica les dades a Wikidata |
|        | Corral del Monjo     | Sant Pere dels Arquells | edifici      |                                                        | 41° 38′ 27″ N, 1° 18′ 23″ E / 41.6407538713246°N,1.30649004758499°E 614 msnm              |                                            |                                     | Modifica les dades a Wikidata |
|        | Fàbrica de Ciment    | Ribera d'Ondara         | edifici      | Estil: arquitectura popular 19th century Estat: ruïnós | 41° 37′ 33″ N, 1° 20′ 16″ E / 41.625907°N,1.337711°E 573 msnm                             | bé integrant del patrimoni cultural català | Fàbrica de Ciment (Ribera d'Ondara) | Modifica les dades a Wikidata |
|        | Rectoria de Rubinat  | Rubinat                 | edifici      | Estil: arquitectura popular 17th century               | 41° 37′ 27″ N, 1° 19′ 11″ E / 41.62413°N,1.31985°E ca:C. Major, 9 644 msnm                | bé integrant del patrimoni cultural català | Rectoria de Rubinat                 | Modifica les dades a Wikidata |
|        | torre dels Francesos | Rubinat                 | edifici      | Estil: arquitectura popular 19th century               | 41° 36′ 49″ N, 1° 19′ 10″ E / 41.61364°N,1.31943°E ca:Camí de Rubinat a Llindars 620 msnm | bé integrant del patrimoni cultural català | Torre dels Francesos                | Modifica les dades a Wikidata |

## entitat singular de població
| imatge | Nom                     | Ubicat a        | instància de                 | Detalls             | coordenades | Protecció | Commons (més fotos)             | Dades a WD                    |
| ------ | ----------------------- | --------------- | ---------------------------- | ------------------- | --- | --------- | ------------------------------- | ----------------------------- |
|        | Briançó                 | Ribera d'Ondara | entitat singular de població | 9 hab               | 41° 38′ 12″ N, 1° 20′ 42″ E / 41.636673°N,1.344908°E 565 msnm                                                                                |           | Briançó                         | Modifica les dades a Wikidata |
|        | Gramuntell              | Ribera d'Ondara | entitat singular de població | 19 hab              | 41° 37′ 02″ N, 1° 15′ 39″ E / 41.61723889°N,1.26085278°E 604 msnm                                                                            |           | Gramuntell                      | Modifica les dades a Wikidata |
|        | Llindars                | Ribera d'Ondara | entitat singular de població | 10 hab              | 41° 36′ 12″ N, 1° 18′ 00″ E / 41.603458°N,1.300029°E 707 msnm                                                                                |           | Llindars                        | Modifica les dades a Wikidata |
|        | Montfar                 | Ribera d'Ondara | entitat singular de població | 9 hab               | 41° 36′ 27″ N, 1° 21′ 53″ E / 41.607589°N,1.364694°E 611 msnm                                                                                |           | Montfar                         | Modifica les dades a Wikidata |
|        | Montlleó                | Ribera d'Ondara | entitat singular de població | Estat: ruïnós 1 hab | 41° 38′ 35″ N, 1° 21′ 44″ E / 41.64296389°N,1.36213056°E ca:Camí de Briançó a la Rabassa 677 msnm                                            |           | Montlleó (Ribera d'Ondara)      | Modifica les dades a Wikidata |
|        | Montpalau               | Ribera d'Ondara | entitat singular de població | 29 hab              | 41° 39′ 41″ N, 1° 22′ 02″ E / 41.661293°N,1.367335°E 655 msnm                                                                                |           | Montpalau (Ribera d'Ondara)     | Modifica les dades a Wikidata |
|        | Pomar                   | Ribera d'Ondara | entitat singular de població | 31 hab              | 41° 37′ 38″ N, 1° 20′ 59″ E / 41.627123°N,1.349813°E ca:Desviació a la ctra. LV-2032, a la srtida de Sant Antolí direcció Pallerols 593 msnm |           | Pomar (Ribera d'Ondara)         | Modifica les dades a Wikidata |
|        | Rubinat                 | Ribera d'Ondara | entitat singular de població | 58 hab              | 41° 37′ 27″ N, 1° 19′ 13″ E / 41.62403889°N,1.32024722°E 655 msnm                                                                            |           | Rubinat                         | Modifica les dades a Wikidata |
|        | Sant Antolí i Vilanova  | Ribera d'Ondara | entitat singular de població | 139 hab             | 41° 37′ 35″ N, 1° 20′ 30″ E / 41.626398°N,1.341652°E 560 msnm                                                                                |           | Sant Antolí i Vilanova          | Modifica les dades a Wikidata |
|        | Sant Pere dels Arquells | Ribera d'Ondara | entitat singular de població | 64 hab              | 41° 38′ 36″ N, 1° 19′ 00″ E / 41.64338333°N,1.31655833°E 516 msnm                                                                            |           | Sant Pere dels Arquells         | Modifica les dades a Wikidata |
|        | els Hostalets           | Ribera d'Ondara | entitat singular de població | 76 hab              | 41° 37′ 58″ N, 1° 20′ 14″ E / 41.63291°N,1.337282°E 537 msnm                                                                                 |           | Els Hostalets (Ribera d'Ondara) | Modifica les dades a Wikidata |
|        | la Sisquella            | Ribera d'Ondara | entitat singular de població | 9 hab               | 41° 37′ 25″ N, 1° 17′ 10″ E / 41.623746°N,1.286094°E 627 msnm                                                                                |           | La Sisquella                    | Modifica les dades a Wikidata |

## església
| imatge | Nom                                        | Ubicat a                | instància de                 | Detalls                                                                            | coordenades                                                                          | Protecció                                            | Commons (més fotos)                              | Dades a WD                    |
| ------ | ------------------------------------------ | ----------------------- | ---------------------------- | ---------------------------------------------------------------------------------- | ------------------------------------------------------------------------------------ | ---------------------------------------------------- | ------------------------------------------------ | ----------------------------- |
|        | Església Nova de Pomar                     | Pomar                   | església                     | Estil: arquitectura popular 20th century                                           | 41° 37′ 37″ N, 1° 20′ 56″ E / 41.62681°N,1.3489°E ca:C. Església, 7 593 msnm         | bé integrant del patrimoni cultural català           | Església Nova de Pomar                           | Modifica les dades a Wikidata |
|        | Mare de Déu de la Providència              | Mas Claret              | església                     | Estil: arquitectura popular 19th century                                           | 41° 39′ 08″ N, 1° 20′ 22″ E / 41.65213°N,1.33942°E 666 msnm                          | bé integrant del patrimoni cultural català           | Mare de Déu de la Providència de Ribera d'Ondara | Modifica les dades a Wikidata |
|        | Mare de Déu de la Salut                    | la Sisquella            | església                     | Estil: arquitectura popular 16th century                                           | 41° 37′ 26″ N, 1° 17′ 08″ E / 41.62385°N,1.28558°E ca:C. de l'Església 630 msnm      | bé integrant del patrimoni cultural català           | Mare de Déu de les Neus de la Sisquella          | Modifica les dades a Wikidata |
|        | Sant Jaume de Montpalau                    | Montpalau               | església església parroquial | Estil: arquitectura barroca 17th century                                           | 41° 39′ 41″ N, 1° 22′ 06″ E / 41.66143°N,1.36823°E ca:Pl. de Sant Jaume 643 msnm     | bé integrant del patrimoni cultural català           | Sant Jaume de Montpalau                          | Modifica les dades a Wikidata |
|        | Sant Jaume de Timor                        | Sant Pere dels Arquells | església                     | Estil: arquitectura romànica 12nd century Estat: ruïnós                            | 41° 38′ 34″ N, 1° 19′ 50″ E / 41.6427°N,1.33057°E ca:Prop de la Torre Timor 586 msnm | bé integrant del patrimoni cultural català           | Sant Jaume de Timor                              | Modifica les dades a Wikidata |
|        | Sant Jordi dels Hostalets                  | els Hostalets           | església                     | Estil: arquitectura popular 16th century                                           | 41° 38′ 00″ N, 1° 20′ 12″ E / 41.63326°N,1.3367°E ca:C. dels Amics 537 msnm          | bé integrant del patrimoni cultural català           | Sant Jordi dels Hostalets                        | Modifica les dades a Wikidata |
|        | Sant Pau de Narbona de Pomar               | Pomar                   | església                     | Estil: arquitectura gòtica arquitectura barroca 16th century                       | 41° 37′ 36″ N, 1° 20′ 58″ E / 41.62658°N,1.34932°E ca:C. Església, 1 594 msnm        | bé cultural d'interès local                          | Sant Pau de Narbona de Pomar                     | Modifica les dades a Wikidata |
|        | Sant Roc de Llindars                       | Llindars                | església                     | Estil: arquitectura barroca 17th century                                           | 41° 36′ 11″ N, 1° 18′ 02″ E / 41.60313°N,1.30057°E ca:Pl. Major 704 msnm             | bé integrant del patrimoni cultural català           | Sant Roc de Llindars                             | Modifica les dades a Wikidata |
|        | Sant Romà de Rubinat                       | Rubinat                 | església ermita              | Estat: ruïnós                                                                      | 41° 36′ 26″ N, 1° 19′ 06″ E / 41.607199°N,1.318418°E 640 msnm                        |                                                      |                                                  | Modifica les dades a Wikidata |
|        | Sant Salvador de Briançó                   | Briançó                 | església                     | Estil: arquitectura popular 18th century                                           | 41° 38′ 12″ N, 1° 20′ 41″ E / 41.63653°N,1.34478°E ca:Pl. Joan Simon 565 msnm        | bé integrant del patrimoni cultural català           | Sant Salvador de Briançó                         | Modifica les dades a Wikidata |
|        | Santa Maria de Gramuntell                  | Gramuntell              | església església parroquial | Estil: arquitectura romànica arquitectura popular 12nd century                     | 41° 37′ 02″ N, 1° 15′ 38″ E / 41.617317°N,1.260559°E ca:C. Sant Roc, 17 605 msnm     | bé integrant del patrimoni cultural català           | Santa Maria de Gramuntell                        | Modifica les dades a Wikidata |
|        | Santa Maria de Montfar                     | Montfar                 | església                     | Estil: arquitectura romànica 12nd century                                          | 41° 36′ 29″ N, 1° 21′ 47″ E / 41.60792°N,1.36317°E ca:C. de Baix 600 msnm            | bé integrant del patrimoni cultural català           | Santa Maria de Montfar                           | Modifica les dades a Wikidata |
|        | Santa Maria de Montlleó                    | Montlleó                | església església parroquial | Estil: arquitectura romànica arquitectura gòtica arquitectura barroca 11st century | 41° 38′ 36″ N, 1° 21′ 45″ E / 41.6434°N,1.36253°E ca:Pl. de l'Església 677 msnm      | bé cultural d'interès local                          | Santa Maria de Montlleó                          | Modifica les dades a Wikidata |
|        | Santa Maria de Rubinat                     | Rubinat                 | església església parroquial | Estil: arquitectura romànica gòtic tardà 11st century                              | 41° 37′ 27″ N, 1° 19′ 12″ E / 41.62411°N,1.31999°E ca:Pl. de l'Església 641 msnm     | bé integrant del patrimoni cultural català           | Santa Maria de Rubinat                           | Modifica les dades a Wikidata |
|        | Santa Maria de Sant Antolí                 | Sant Antolí i Vilanova  | església església parroquial | Estil: academicisme 20th century                                                   | 41° 37′ 42″ N, 1° 20′ 31″ E / 41.62838°N,1.34182°E ca:Raval Pont, 17 545 msnm        | bé integrant del patrimoni cultural català           | Santa Maria de Sant Antolí                       | Modifica les dades a Wikidata |
|        | capella del Pare Claret de Ribera d'Ondara | Mas Claret              | església                     | Estil: arquitectura popular 20th century                                           | 41° 38′ 48″ N, 1° 20′ 05″ E / 41.64658°N,1.33485°E 541 msnm                          | bé integrant del patrimoni cultural català           | Capella del Pare Claret                          | Modifica les dades a Wikidata |
|        | església de Sant Antolí                    | Sant Antolí i Vilanova  | església                     | Estil: arquitectura romànica arquitectura gòtica arquitectura barroca 11st century | 41° 37′ 30″ N, 1° 20′ 30″ E / 41.6251°N,1.34156°E 580 msnm                           | bé integrant del patrimoni cultural català           | Església de Sant Antolí (Ribera d'Ondara)        | Modifica les dades a Wikidata |
|        | església de Sant Pere dels Arquells        | Sant Pere dels Arquells | església església parroquial | Estil: arquitectura gòtica arquitectura del Renaixement 14th century               | 41° 38′ 37″ N, 1° 19′ 03″ E / 41.643717°N,1.317616°E ca:Pl. de l'Església 515 msnm   | bé d'interès cultural bé cultural d'interès nacional | Església de Sant Pere dels Arquells              | Modifica les dades a Wikidata |

## font
| imatge | Nom                    | Ubicat a               | instància de | Detalls                                  | coordenades                                                                  | Protecció                                  | Commons (més fotos) | Dades a WD                    |
| ------ | ---------------------- | ---------------------- | ------------ | ---------------------------------------- | ---------------------------------------------------------------------------- | ------------------------------------------ | ------------------- | ----------------------------- |
|        | Font Voltada           | Rubinat                | font         |                                          | 41° 37′ 13″ N, 1° 18′ 30″ E / 41.6204166505186°N,1.30833071359275°E 568 msnm |                                            |                     | Modifica les dades a Wikidata |
|        | Fonteta de Cal Nicolau | Montpalau              | font         |                                          | 41° 39′ 55″ N, 1° 21′ 44″ E / 41.6653939877421°N,1.36224989262639°E 605 msnm |                                            |                     | Modifica les dades a Wikidata |
|        | font de Briançó        | Briançó                | font         | Estil: arquitectura popular 19th century | 41° 38′ 08″ N, 1° 20′ 42″ E / 41.63552°N,1.34504°E 548 msnm                  | bé integrant del patrimoni cultural català | Font de Briançó     | Modifica les dades a Wikidata |
|        | font de Montpalau      | Montpalau              | font         |                                          | 41° 39′ 39″ N, 1° 22′ 39″ E / 41.66089678338°N,1.377413452856°E 613 msnm     |                                            |                     | Modifica les dades a Wikidata |
|        | font de Sant Antolí    | Sant Antolí i Vilanova | font         | Estil: arquitectura popular 19th century | 41° 37′ 37″ N, 1° 20′ 41″ E / 41.626993°N,1.344596°E 543 msnm                | bé integrant del patrimoni cultural català | Font de Sant Antolí | Modifica les dades a Wikidata |
|        | font de la Bena        | Montfar                | font         |                                          | 41° 36′ 05″ N, 1° 22′ 52″ E / 41.6014076708313°N,1.3811845472613°E 680 msnm  |                                            |                     | Modifica les dades a Wikidata |
|        | font de la Pedroella   | Pomar                  | font         |                                          | 41° 37′ 21″ N, 1° 21′ 51″ E / 41.6224514071053°N,1.36427349405044°E 637 msnm |                                            |                     | Modifica les dades a Wikidata |
|        | font de la Via         | Montpalau              | font         |                                          | 41° 39′ 11″ N, 1° 22′ 04″ E / 41.6530955709552°N,1.36765341277517°E 693 msnm |                                            |                     | Modifica les dades a Wikidata |

## masia
| imatge | Nom             | Ubicat a        | instància de                       | Detalls                                              | coordenades | Protecció                                  | Commons (més fotos)           | Dades a WD                    |
| ------ | --------------- | --------------- | ---------------------------------- | ---------------------------------------------------- | --- | ------------------------------------------ | ----------------------------- | ----------------------------- |
|        | Ca la Francisca | Gramuntell      | masia                              |                                                      | 41° 36′ 58″ N, 1° 15′ 39″ E / 41.61622°N,1.2607°E 596 msnm                                                        |                                            |                               | Modifica les dades a Wikidata |
|        | Cal Bertran     | Montpalau       | masia                              |                                                      | 41° 39′ 44″ N, 1° 21′ 58″ E / 41.6623156293756°N,1.36618340085934°E 650 msnm                                      |                                            |                               | Modifica les dades a Wikidata |
|        | Mas Claret      | Ribera d'Ondara | masia entitat singular de població | Estil: noucentisme 19th century 0 hab                | 41° 38′ 51″ N, 1° 20′ 09″ E / 41.64761475°N,1.33578797°E ca:Camí que surt de la N-II, a mà dreta, km 524 550 msnm | bé integrant del patrimoni cultural català | Mas Claret                    | Modifica les dades a Wikidata |
|        | Mas Ramon       | la Sisquella    | masia                              |                                                      | 41° 38′ 20″ N, 1° 17′ 05″ E / 41.6389814495481°N,1.28475673674436°E 537 msnm                                      |                                            |                               | Modifica les dades a Wikidata |
|        | Mas Romà        | la Sisquella    | masia                              | Estat: ruïnós                                        | 41° 37′ 34″ N, 1° 17′ 51″ E / 41.6260387192634°N,1.29747609513084°E 619 msnm                                      |                                            |                               | Modifica les dades a Wikidata |
|        | Mas Rosic       | Montpalau       | masia                              | Estat: ruïnós                                        | 41° 39′ 34″ N, 1° 20′ 03″ E / 41.659378001185°N,1.3342149255994°E 644 msnm                                        |                                            |                               | Modifica les dades a Wikidata |
|        | Mas de Nuix     | la Sisquella    | masia casa forta                   | Estil: Renaixement arquitectura popular 16th century | 41° 37′ 25″ N, 1° 17′ 09″ E / 41.62365°N,1.28572°E ca:Pl. de la Bassa, 1 628 msnm                                 | bé integrant del patrimoni cultural català | Mas de Nuix (Ribera d'Ondara) | Modifica les dades a Wikidata |
|        | Mas de Satorres | la Sisquella    | masia                              |                                                      | 41° 37′ 15″ N, 1° 17′ 27″ E / 41.620912320113°N,1.2907943826497°E 613 msnm                                        |                                            |                               | Modifica les dades a Wikidata |
|        | Mas de Trilla   | Llindars        | masia                              | Estat: enderrocat o destruït                         | 41° 35′ 51″ N, 1° 19′ 40″ E / 41.5973719132538°N,1.32766285357486°E 737 msnm                                      |                                            |                               | Modifica les dades a Wikidata |
|        | Mas de la Canya | la Sisquella    | masia                              |                                                      | 41° 36′ 53″ N, 1° 17′ 26″ E / 41.6146673458486°N,1.29047805921149°E 662 msnm                                      |                                            |                               | Modifica les dades a Wikidata |
|        | Mas del Bosc    | la Sisquella    | masia                              | Estat: ruïnós                                        | 41° 37′ 26″ N, 1° 17′ 48″ E / 41.6238933870914°N,1.29675230789209°E 615 msnm                                      |                                            |                               | Modifica les dades a Wikidata |
|        | Mas del Soler   | Llindars        | masia                              | Estat: ruïnós                                        | 41° 35′ 41″ N, 1° 19′ 31″ E / 41.5948527327123°N,1.32537623285245°E 748 msnm                                      |                                            |                               | Modifica les dades a Wikidata |
|        | la Capella      | Montlleó        | masia                              | Estat: enderrocat o destruït                         | 41° 39′ 00″ N, 1° 21′ 49″ E / 41.650136°N,1.363491°E 690 msnm                                                     |                                            |                               | Modifica les dades a Wikidata |

## molí d'aigua
| imatge | Nom                             | Ubicat a                | instància de | Detalls                                  | coordenades | Protecció                                  | Commons (més fotos)                    | Dades a WD                    |
| ------ | ------------------------------- | ----------------------- | ------------ | ---------------------------------------- | --- | ------------------------------------------ | -------------------------------------- | ----------------------------- |
|        | Mas del Molí                    | Sant Pere dels Arquells | molí d'aigua | Estil: arquitectura popular 19th century | 41° 38′ 13″ N, 1° 19′ 43″ E / 41.63703°N,1.32848°E ca:dreta del riu Ondara 527 msnm                                                | bé integrant del patrimoni cultural català | Molí del Mas de Baix (Ribera d'Ondara) | Modifica les dades a Wikidata |
|        | Molí de Baix de Sant Antolí     | Sant Antolí i Vilanova  | molí d'aigua | Estil: arquitectura popular 19th century | 41° 37′ 34″ N, 1° 20′ 33″ E / 41.62612°N,1.34239°E ca:Camí del Castell 550 msnm                                                    | bé integrant del patrimoni cultural català | Molí de Baix de Sant Antolí            | Modifica les dades a Wikidata |
|        | Molí de Dalt de Sant Antolí     | Sant Antolí i Vilanova  | molí d'aigua | Estil: arquitectura popular 19th century | 41° 37′ 32″ N, 1° 20′ 30″ E / 41.62547°N,1.34166°E ca:Sota l'església de Sant Antolí, al costat dret del camí del Castell 570 msnm | bé integrant del patrimoni cultural català | Molí de Dalt de Sant Antolí            | Modifica les dades a Wikidata |
|        | Molí de Sant Pere dels Arquells | Sant Pere dels Arquells | molí d'aigua | Estil: arquitectura popular 19th century | 41° 38′ 36″ N, 1° 19′ 03″ E / 41.64345°N,1.3175°E ca:Pl. de l'Església 517 msnm                                                    | bé integrant del patrimoni cultural català | Molí de Sant Pere dels Arquells        | Modifica les dades a Wikidata |
|        | Molí dels Hostalets             | els Hostalets           | molí d'aigua | Estil: arquitectura popular 16th century | 41° 38′ 02″ N, 1° 20′ 09″ E / 41.63397°N,1.33572°E ca:Carretera de Rubinat, 3 536 msnm                                             | bé integrant del patrimoni cultural català | Molí dels Hostalets                    | Modifica les dades a Wikidata |

## muntanya
| imatge | Nom                    | Ubicat a                                         | instància de | Detalls | coordenades                                                       | Protecció | Commons (més fotos) | Dades a WD                    |
| ------ | ---------------------- | ------------------------------------------------ | ------------ | ------- | ----------------------------------------------------------------- | --------- | ------------------- | ----------------------------- |
|        | Serrat de Montpaó      | Ribera d'Ondara                                  | muntanya     |         | 41° 38′ 44″ N, 1° 18′ 07″ E / 41.64544444°N,1.30203806°E 643 msnm |           | Serrat de Montpaó   | Modifica les dades a Wikidata |
|        | Tossal de Comacalda    | Ribera d'Ondara                                  | muntanya     |         | 41° 38′ 34″ N, 1° 21′ 12″ E / 41.64269444°N,1.35328333°E 665 msnm |           |                     | Modifica les dades a Wikidata |
|        | Tossal de Ras          | Ribera d'Ondara                                  | muntanya     |         | 41° 40′ 01″ N, 1° 21′ 41″ E / 41.66696417°N,1.36139444°E 623 msnm |           |                     | Modifica les dades a Wikidata |
|        | Tossal de la Mallola   | Ribera d'Ondara                                  | muntanya     |         | 41° 38′ 12″ N, 1° 22′ 30″ E / 41.63668333°N,1.375125°E 632 msnm   |           |                     | Modifica les dades a Wikidata |
|        | Tossal de la Planeta   | Ribera d'Ondara                                  | muntanya     |         | 41° 37′ 02″ N, 1° 19′ 08″ E / 41.6171°N,1.31887°E 658 msnm        |           |                     | Modifica les dades a Wikidata |
|        | Tossal de les Deveses  | Ribera d'Ondara                                  | muntanya     |         | 41° 37′ 51″ N, 1° 17′ 45″ E / 41.63080556°N,1.29571111°E 625 msnm |           |                     | Modifica les dades a Wikidata |
|        | Tossal de les Parades  | Ribera d'Ondara                                  | muntanya     |         | 41° 37′ 21″ N, 1° 19′ 19″ E / 41.6226°N,1.32185°E 650 msnm        |           |                     | Modifica les dades a Wikidata |
|        | Tossal del Colom       | Ribera d'Ondara                                  | muntanya     |         | 41° 38′ 04″ N, 1° 18′ 48″ E / 41.63434944°N,1.31336389°E 637 msnm |           |                     | Modifica les dades a Wikidata |
|        | Tossal del Llangost    | Ribera d'Ondara                                  | muntanya     |         | 41° 36′ 53″ N, 1° 19′ 14″ E / 41.6148°N,1.32048°E 666 msnm        |           |                     | Modifica les dades a Wikidata |
|        | Tossal del Postillon   | Ribera d'Ondara Sant Guim de Freixenet Montmaneu | muntanya     |         | 41° 37′ 50″ N, 1° 23′ 16″ E / 41.630559°N,1.387798°E 685 msnm     |           |                     | Modifica les dades a Wikidata |
|        | Tossal del Senyor      | Ribera d'Ondara                                  | muntanya     |         | 41° 37′ 41″ N, 1° 22′ 56″ E / 41.6281°N,1.38214°E 688 msnm        |           |                     | Modifica les dades a Wikidata |
|        | Tossal dels Avellaners | Ribera d'Ondara                                  | muntanya     |         | 41° 38′ 32″ N, 1° 18′ 34″ E / 41.6422°N,1.30947°E 606 msnm        |           |                     | Modifica les dades a Wikidata |
|        | Turó de Ventafarines   | Talavera Ribera d'Ondara                         | muntanya     |         | 41° 36′ 36″ N, 1° 20′ 33″ E / 41.60992778°N,1.342525°E 657 msnm   |           |                     | Modifica les dades a Wikidata |
|        | els Turons             | Ribera d'Ondara                                  | muntanya     |         | 41° 38′ 41″ N, 1° 17′ 04″ E / 41.644697°N,1.284506°E 588 msnm     |           |                     | Modifica les dades a Wikidata |
|        | la Simonera            | Ribera d'Ondara                                  | muntanya     |         | 41° 37′ 07″ N, 1° 19′ 50″ E / 41.6186°N,1.33049°E 639 msnm        |           |                     | Modifica les dades a Wikidata |

## pont
| imatge | Nom                             | Ubicat a                | instància de | Detalls                                                   | coordenades                                                                                  | Protecció                                  | Commons (més fotos)             | Dades a WD                    |
| ------ | ------------------------------- | ----------------------- | ------------ | --------------------------------------------------------- | -------------------------------------------------------------------------------------------- | ------------------------------------------ | ------------------------------- | ----------------------------- |
|        | Pont Vell de Sant Antolí        | Sant Antolí i Vilanova  | pont         | Estil: arquitectura popular 19th century Travessa: Ondara | 41° 37′ 39″ N, 1° 20′ 31″ E / 41.62752°N,1.34205°E 545 msnm                                  | bé integrant del patrimoni cultural català | Pont Vell de Sant Antolí        | Modifica les dades a Wikidata |
|        | Pont de Comagrassa              | Ribera d'Ondara         | pont         |                                                           | 41° 36′ 54″ N, 1° 19′ 47″ E / 41.614972527506°N,1.32960857688155°E                           |                                            |                                 | Modifica les dades a Wikidata |
|        | Pont de Montpalau               | Ribera d'Ondara         | pont         |                                                           | 41° 39′ 12″ N, 1° 21′ 59″ E / 41.6533384201334°N,1.36636229719308°E                          |                                            |                                 | Modifica les dades a Wikidata |
|        | Pont de Sant Pere dels Arquells | Sant Pere dels Arquells | pont         | Estil: arquitectura popular 19th century Travessa: Ondara | 41° 38′ 43″ N, 1° 19′ 04″ E / 41.645186°N,1.317758°E ca:A l'entrada del nucli urbà. 512 msnm | bé integrant del patrimoni cultural català | Pont de Sant Pere dels Arquells | Modifica les dades a Wikidata |

## safareig
| imatge | Nom                                 | Ubicat a                | instància de | Detalls                                  | coordenades                                                                       | Protecció                                  | Commons (més fotos)                             | Dades a WD                    |
| ------ | ----------------------------------- | ----------------------- | ------------ | ---------------------------------------- | --------------------------------------------------------------------------------- | ------------------------------------------ | ----------------------------------------------- | ----------------------------- |
|        | Safareig de Sant Pere dels Arquells | Sant Pere dels Arquells | safareig     | Estil: arquitectura popular 19th century | 41° 38′ 35″ N, 1° 19′ 03″ E / 41.64297°N,1.31749°E ca:C. Sant Pere 520 msnm       | bé integrant del patrimoni cultural català | Safareig de Sant Pere dels Arquells             | Modifica les dades a Wikidata |
|        | Safareig del Camí del Castell       | Sant Antolí i Vilanova  | safareig     | Estil: arquitectura popular 19th century | 41° 37′ 37″ N, 1° 20′ 39″ E / 41.626938°N,1.344123°E ca:Camí del Castell 545 msnm | bé integrant del patrimoni cultural català | Safareig del Camí del Castell (Ribera d'Ondara) | Modifica les dades a Wikidata |

## vèrtex geodèsic
| imatge | Nom                 | Ubicat a        | instància de    | Detalls   | coordenades                                                       | Protecció | Commons (més fotos) | Dades a WD                    |
| ------ | ------------------- | --------------- | --------------- | --------- | ----------------------------------------------------------------- | --------- | ------------------- | ----------------------------- |
|        | Castell de Montlleó | Ribera d'Ondara | vèrtex geodèsic | Alt: 1.2m | 41° 38′ 39″ N, 1° 21′ 45″ E / 41.644117°N,1.362407°E 702.643 msnm |           |                     | Modifica les dades a Wikidata |
|        | Montpeo             | Ribera d'Ondara | vèrtex geodèsic | Alt: 1.2m | 41° 38′ 44″ N, 1° 18′ 07″ E / 41.645437°N,1.30204°E 642.736 msnm  |           |                     | Modifica les dades a Wikidata |

## Misc
| imatge | Nom                                    | Ubicat a                | instància de      | Detalls                                              | coordenades                                                                     | Protecció                                  | Commons (més fotos)                              | Dades a WD                    |
| ------ | -------------------------------------- | ----------------------- | ----------------- | ---------------------------------------------------- | ------------------------------------------------------------------------------- | ------------------------------------------ | ------------------------------------------------ | ----------------------------- |
|        | Abeurador del Camí del Castell         | Sant Antolí i Vilanova  | abeurador         | Estil: arquitectura popular 19th century             | 41° 37′ 37″ N, 1° 20′ 39″ E / 41.62684°N,1.34425°E ca:Camí del Castell 544 msnm | bé integrant del patrimoni cultural català | Abeurador del Camí del Castell (Ribera d'Ondara) | Modifica les dades a Wikidata |
|        | Fita de terme                          | la Sisquella            | fita              | Estil: arquitectura popular 14th century             | 41° 37′ 23″ N, 1° 16′ 49″ E / 41.62299°N,1.28029°E 629 msnm                     | bé integrant del patrimoni cultural català | Fita de terme (Ribera d'Ondara)                  | Modifica les dades a Wikidata |
|        | Pedrera de Rubinat                     | Ribera d'Ondara         | pedrera           |                                                      | 41° 37′ 55″ N, 1° 19′ 40″ E / 41.6318059899032°N,1.3277333383617°E              |                                            |                                                  | Modifica les dades a Wikidata |
|        | Plaça Major de Sant Pere dels Arquells | Sant Pere dels Arquells | plaça             | Estil: arquitectura popular 16th century             | 41° 38′ 37″ N, 1° 19′ 01″ E / 41.64349°N,1.31703°E 518 msnm                     | bé integrant del patrimoni cultural català | Plaça Major de Sant Pere dels Arquells           | Modifica les dades a Wikidata |
|        | Portals del Gramuntell                 | Gramuntell              | passatge          | Estil: gòtic tardà arquitectura popular 16th century | 41° 37′ 03″ N, 1° 15′ 39″ E / 41.61745°N,1.26083°E ca:C. Major 602 msnm         | bé integrant del patrimoni cultural català | Portals del Gramuntell                           | Modifica les dades a Wikidata |
|        | Pou Vell                               | Sant Antolí i Vilanova  | pou               | Estil: arquitectura popular 19th century             | 41° 38′ 00″ N, 1° 20′ 23″ E / 41.633236°N,1.339772°E 546 msnm                   | bé integrant del patrimoni cultural català | Pou Vell (Ribera d'Ondara)                       | Modifica les dades a Wikidata |
|        | Timor                                  | Sant Pere dels Arquells | despoblat         |                                                      | 41° 38′ 34″ N, 1° 19′ 47″ E / 41.64274°N,1.329729°E 592 msnm                    |                                            | Timor (Ribera d'Ondara)                          | Modifica les dades a Wikidata |
|        | casa consistorial de Ribera d'Ondara   | Ribera d'Ondara         | casa consistorial |                                                      | 41° 37′ 40″ N, 1° 20′ 31″ E / 41.6278436°N,1.342065°E                           |                                            |                                                  | Modifica les dades a Wikidata |
|        | cobert del Colom                       | Llindars                | cabana de volta   | Estil: arquitectura popular 19th century             | 41° 36′ 13″ N, 1° 17′ 59″ E / 41.60356°N,1.29979°E 704 msnm                     | bé integrant del patrimoni cultural català | Cobert del Colom                                 | Modifica les dades a Wikidata |